# Алмоурол (замок)
Замок Алмоурол (порт. Castelo de Almourol) — середньовічний замок на острові Алмоурол посеред річки Тежу, розташований у парафії Прая-ду-Рібатежу, за 4 кілометри від центру муніципалітету Віла-Нова-да-Баркінья, в центральному регіоні Португалії. Замок був частиною оборонної лінії, яку контролювали тамплієри та був оплотом, який використовувався під час португальської Реконкісти.

## Історія

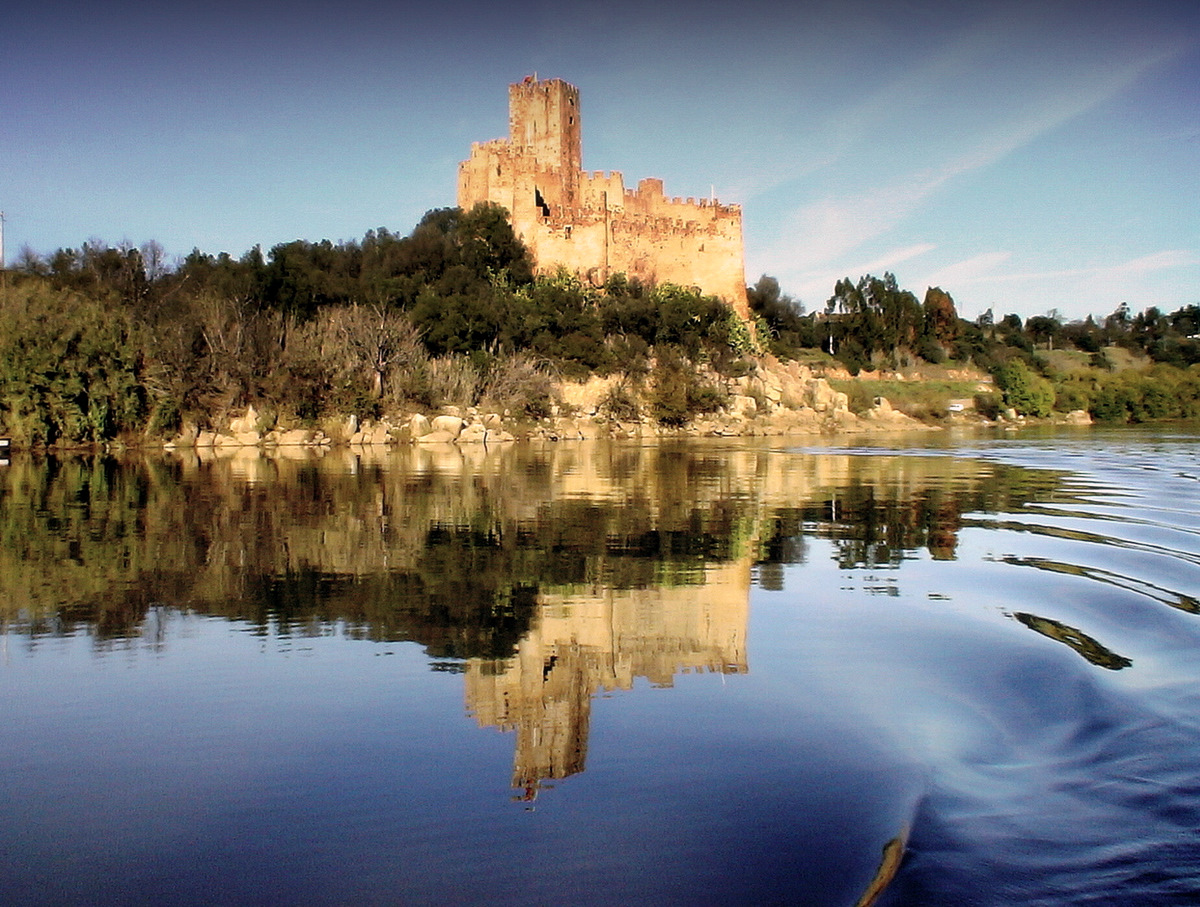
Вид на замок з річки Тежу, що показує відплив граніту та його 18-метровий підйом над водою.

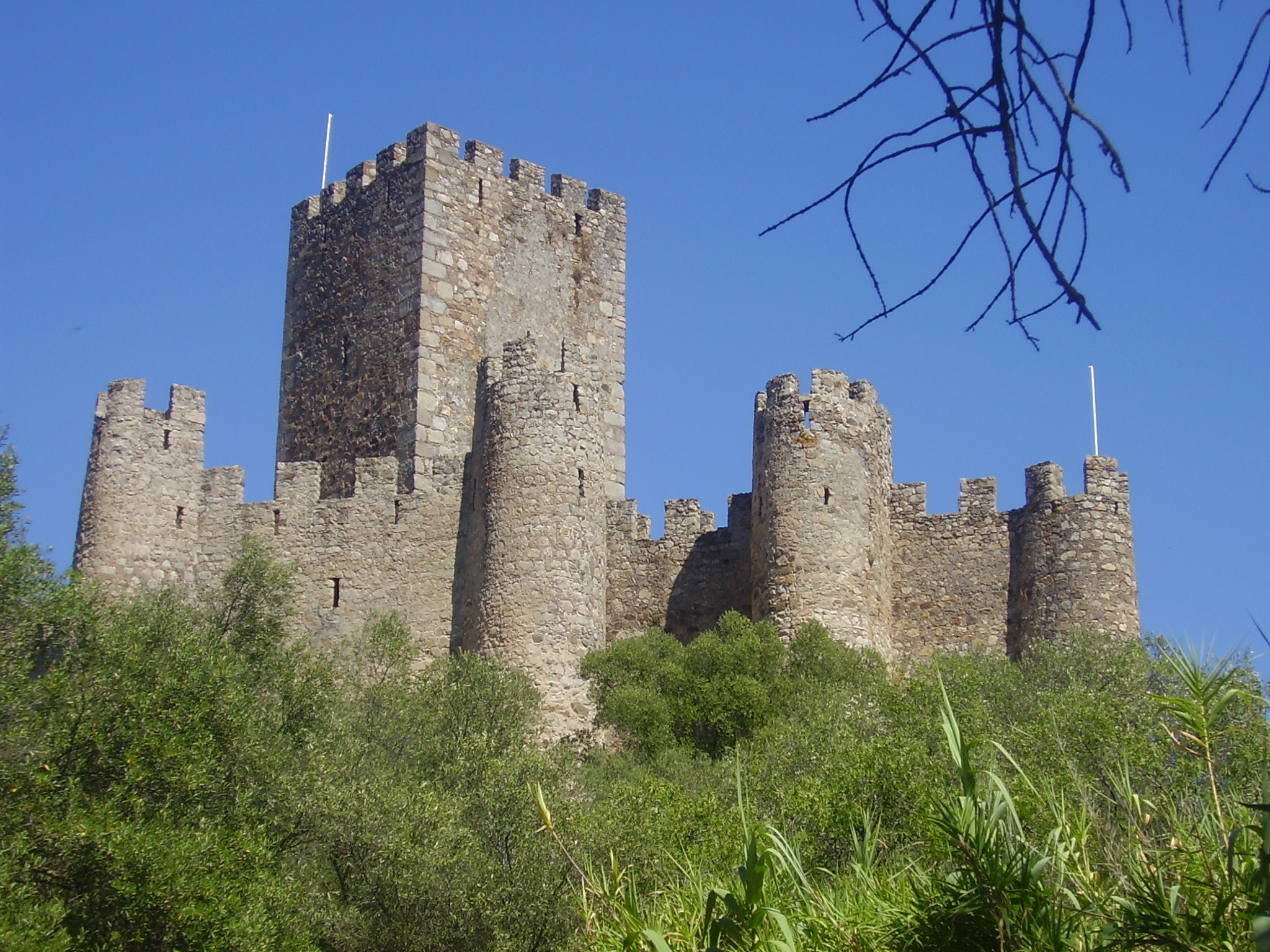
Напівкруглі зубці, які оточують внутрішній корпус і головний донжон.

Вважається, що замок був побудований на місці примітивного лузитанського городища, яке згодом було завойоване римлянами під час І століття до н. е. Пізніше воно було перероблене внаслідок вторгнень різних сил, зокрема аланів, вестготів та андалузьких берберів, хоча незрозуміло, коли був побудований власне замок. У розкопках, проведених у внутрішніх та зовнішніх огородженнях, були виявлені різні залишки римського панування, включаючи монети, маркери тисячоліття та римські фундаменти, водночас середньовічні залишки, такі як медальйони та дві мармурові колони, також були виявлені в околицях замку.
Замок Алмоурол — одна з найбільш емблематичних та сценографічних середньовічних військових пам'яток Реконкісти та одне з найкращих представлень впливу лицарів тамплієрів у Португалії. Коли його захопили у 1129 році силами, лояльними до португальської знаті, то був знаний під назвою Almorolan, і довірений Гуалдіму Паїшу, господарю тамплієрів в Португалії, який згодом перебудував структуру. Споруда була реконструйована, починаючи з 1171 р. (згідно з написом над головними воротами) та відновлювалася під час наступних правлінь.
Втративши своє стратегічне місце, замок був покинутий, внаслідок чого перетворився на руїни. У ХІХ столітті його «переробили» ідеалістичні романтики, що врешті-решт призвело до втручань у 40-х та 1950-х роках та його адаптації як Офіційної резиденції Португальської Республіки. Впродовж цього періоду було багато реставрацій, які трансформували зовнішній вигляд структури, в тому числі додавання зубців і бартизан.
DGMEN — Генеральна дирекція будівель та національних пам'ятників, попередник IGESPAR, вперше взяла участь у відбудові в 1939 році, використовуючи і кам'яну кладку, і залізобетон.
Приблизно в 1940—1950 роках простори було пристосовано для його використання як офіційної резиденції Португальської республіки. Після закінчення цього короткого терміну меблі будинку придбала Комісія з придбання меблів (порт. Comissão para a Aquisição de Mobiliário) у 1955 р., водночас провели електрику.
Між 1958 і 1959 років зробили деяку консолідацію донжона з бетонними перемичками, а також реконструкцію дверей. У наступні роки реалізували інші проєкти: у 1959 році було відремонтовано фасад однієї секції стіни; у 1960 р. із завершенням ремонту зовнішніх стін було покращено бруківку та доступ до доріг.
До 1996 року стіни були відремонтовані, секції донжона збережені, відновлено бруківку в замку.

### 21 століття та туризм
Через проникнення води до 2004 року замок почав виявляти деякі ознаки деградації, зокрема кілька зовнішніх стін.
Хоча доступ до національної пам'ятки Португалії та острова безплатний, відвідувачі структури повинні оплатити недорогу прогулянку на човні через річку, єдиний спосіб, яким можна дістатися до замку.

## Архітектура

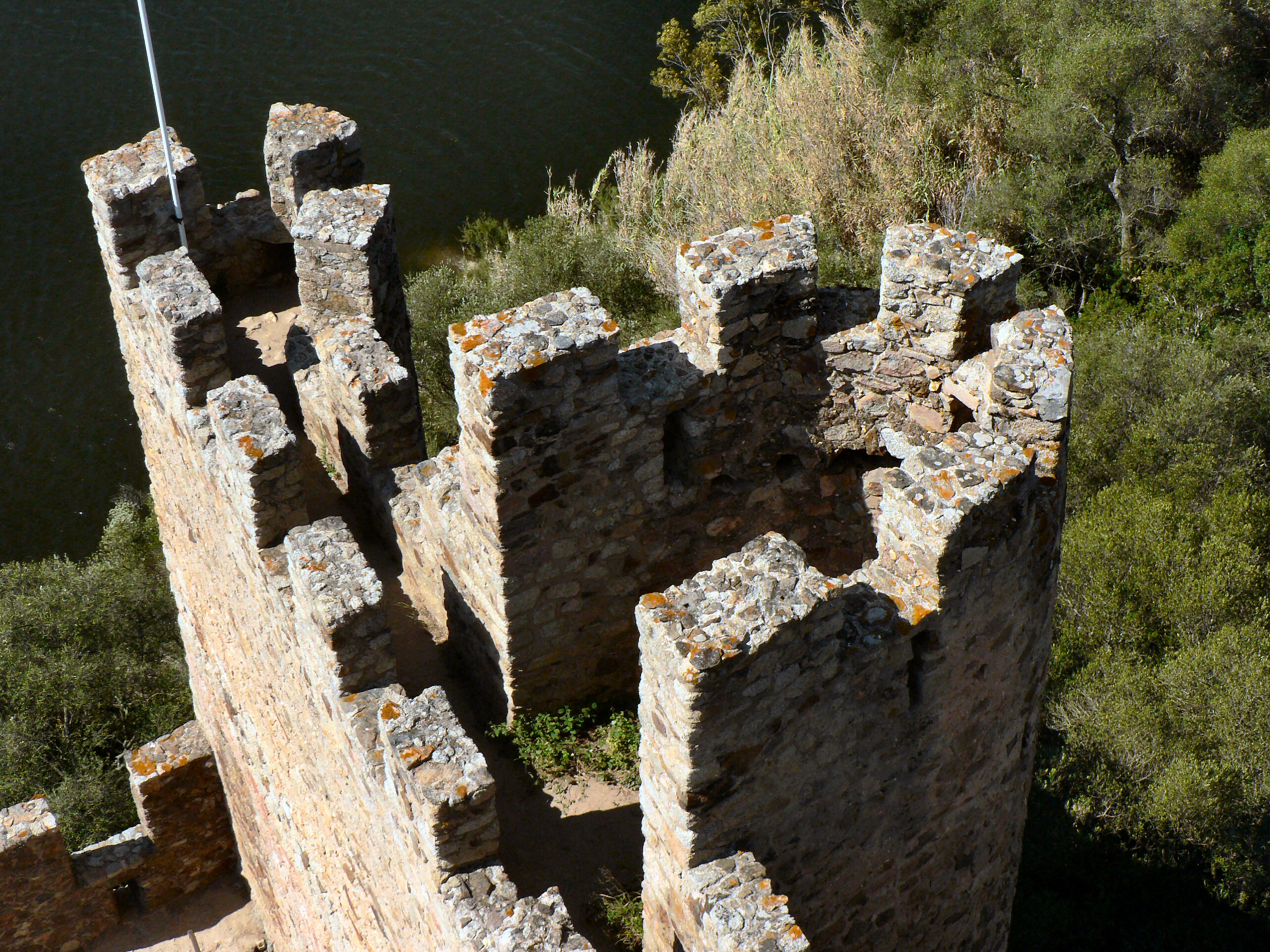
Приклад кренеляцій зовнішнього корпусу

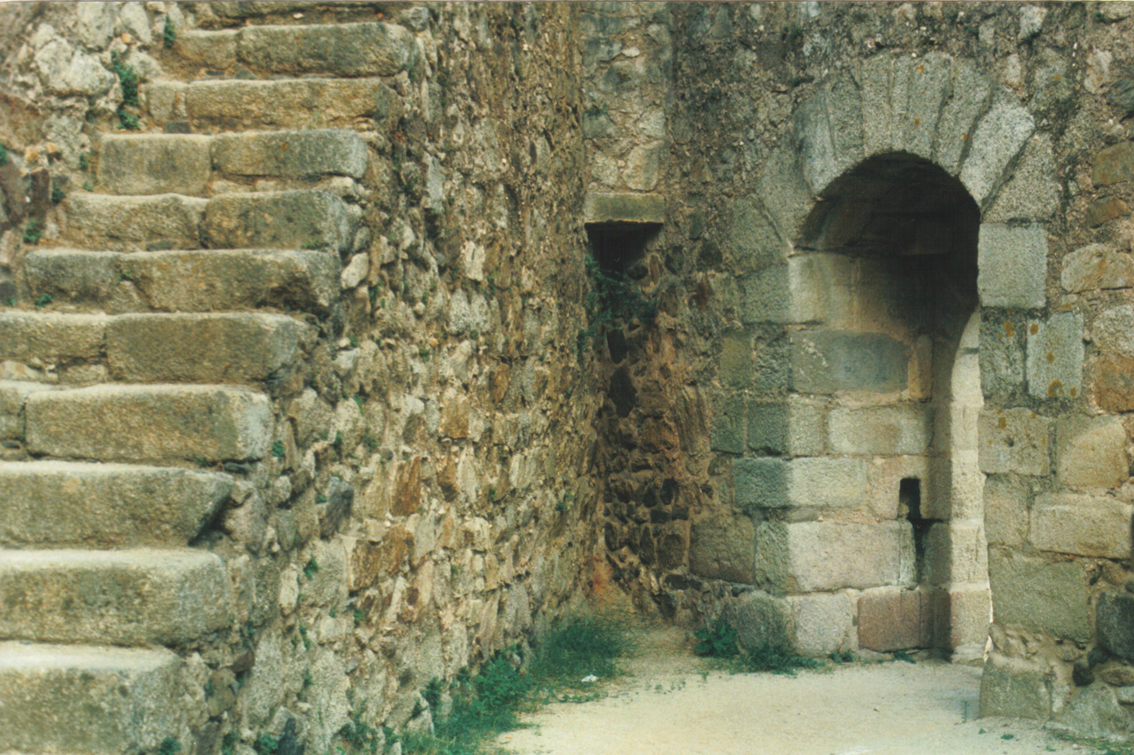
Головні ворота/двері.

Замок підіймається над пластом граніту, що виходить 18 метрів у висоту і має приблизно 310 метрів у довжину та 75 у ширину, посеред плеса річки Тежу, на кілька метрів нижче її впадіння в річку Зезере перед містечком Танкос.
Замок має неправильний прямокутний план, що складається з двох корпусів: зовнішній нижній рівень у напрямку за течією із воротами зрадників та стінами, укріпленими дев'ятьма високими круглими вежами; в той час, як внутрішній корпус, розташований на вищому рівні, має стінки, доступні в головних воротах до головного донжона. Донжон заввишки три поверхи і має оригінальні колодки, які підтримують основну структуру. Решта сторожових веж неправильні, через нерівну місцевість. Донжон насправді є нововведенням цього замку, з'явившись у 12 столітті після замку у Томарі, головного оборонного редуту тамплієрів у Португалії. Аналогічно, сторожові вежі були нововведеннями, завезеними тамплієрами на західний Піренейський півострів і побудовані в Алмоуролі.
Інтер'єр розділений кількома мурованими дверними отворами, які з'єднують різні частини замку. Два камені з написом відзначають історію замку та його повторне спорудження Гуалдімом Паїшем (над головними воротами), а також його християнську історію (з хреста, вирізаного у простір над відкритим вікном у донжоні).